# Landessozialgericht Niedersachsen-Bremen

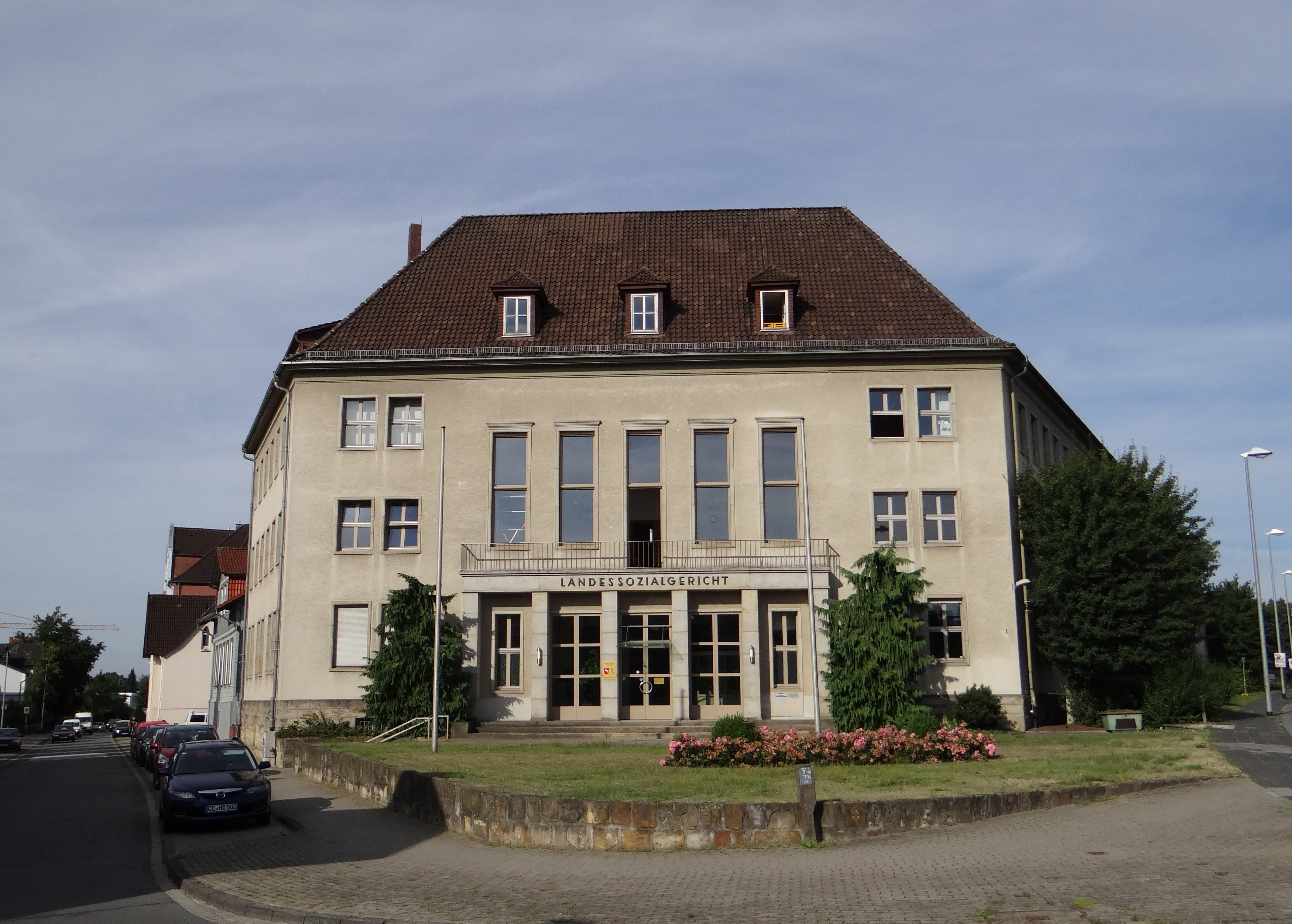
Das Landessozialgericht in Celle

Das Landessozialgericht Niedersachsen-Bremen ist das Landessozialgericht für die Bundesländer Niedersachsen und Bremen. Es besteht seit 1. April 2002 durch Fusion der Landessozialgerichte beider Bundesländer.
Es hat seinen Sitz in Celle; in Bremen besteht eine Zweigstelle. Von den 16 Spruchkörpern sitzen 12 in Celle und vier in Bremen (Stand: 2015).

## Geschichte
Im Zuge der Errichtung der Sozialgerichtsbarkeit in Deutschland wurde zum 1. Januar 1954 das Landessozialgericht Niedersachsen mit Sitz in Celle errichtet. In der Freien Hansestadt Bremen entstand gleichzeitig das Landessozialgericht Bremen. Von 1955 bis 1990 hatten überdies die Bundesländer Niedersachsen, Bremen und Hessen vereinbart, Rechtsstreitigkeiten über Knappschaftssachen bei einem Senat des Landessozialgerichts Niedersachsen zu konzentrieren. Dieser Staatsvertrag wurde indes 1990 aufgelöst, soweit er das Bundesland Hessen betrifft; zwischen Niedersachsen und Bremen besteht er fort.
Durch Staatsvertrag zwischen Bremen und Niedersachsen vom 10. Dezember 2001 wurden die Landessozialgerichte beider Bundesländer mit Wirkung zum 1. April 2002 fusioniert. Das Gericht führt seither den Namen Landessozialgericht Niedersachsen-Bremen.

## Über- und nachgeordnete Gerichte
Das dem Landessozialgericht Niedersachsen-Bremen übergeordnete Gericht ist das Bundessozialgericht in Kassel.
Nachgeordnete Gerichte sind die Sozialgerichte des Gerichtsbezirks, also
- aus dem Bundesland Niedersachsen
  - das Sozialgericht Aurich
  - das Sozialgericht Braunschweig
  - das Sozialgericht Hannover
  - das Sozialgericht Hildesheim
  - das Sozialgericht Lüneburg
  - das Sozialgericht Oldenburg
  - das Sozialgericht Osnabrück
  - das Sozialgericht Stade
- aus dem Bundesland Bremen
  - das Sozialgericht Bremen

## Leitung
- 2002–2009: Monika Paulat (danach vom 1. Juni 2009 bis Ende 2013 Präsidentin des Landessozialgerichts Berlin-Brandenburg)[1][2]
- 2010–2021: Peter Heine[3]
- Seit Oktober 2022: Katrin Rieke[4]